# 岐阜市中央卸売市場
座標: 北緯35度23分6.4秒 東経136度45分28.9秒 / 北緯35.385111度 東経136.758028度
岐阜市中央卸売市場（ぎふしちゅうおうおろしうりいちば）は、岐阜市茜部新所にある中央卸売市場である。岐阜市が開設者として管理運営にあたり、地方公営企業法の一部適用を受ける地方公営企業。

## 歴史
- 明治時代の初期魚屋町と笹土居町の2か所あり、魚屋町は上（かみ）笹土居町は（中）と呼ばれ繁栄していた。 1884年（明治17年）「岐阜組合魚会社」が創設された。
- 1891年 （明治24年）10月28日の濃尾大震災によって岐阜市の街が焼失した。2か所の市場の有志によって岐阜魚商が万力町に設立され杉山半次郎が就任。
- 1894年（明治27年）大一海陸物産が金園町に設立されたが1904年（明治37年）経営陣の交替があり再出発となる。 その頃大一海陸物産の他岐阜魚市、入一水産、丸一魚采、丸喜丸青青果市の5社があった。
- 1920年（大正9年）4月この社が合併し岐阜水産市場株式会社を設立、玉井悟市が初代社長に就任した。
- 1934年（昭和9年）鮮魚小売商業組合設立。
- 1941年（昭和16年）岐阜県鮮魚介配給統制協会、岐阜県水産物荷受協会、岐阜塩干組合設立。
- 1942年（昭和17年）大一海陸物産、岐阜水産合併し岐阜魚介市場を設立長住町に移転。
- 1945年（昭和20年）7月岐阜空襲で焼失。
- 1946年（昭和21年）三柿野の工場跡地に移り再建。岐阜魚介小売商組合結成、岐阜県水産物市場、岐阜青果食品市場設立。
- 1951年（昭和26年）丸魚市場設立。水産卸業者4社青果11、仲卸業者103、青果160が5000坪に集まっていた。
- 1967年（昭和42年）4年計画で着工総工費37億円。
- 1968年（昭和43年）市が市場を開設するにあたり最小複数を要請したのをうけ、長住町の市場内青果部で自主的に「青果部協議会」が設立。
- 1970年（昭和45年）青果部卸売業者統合の組み合わせが決定。11業者のうち2社は新会社に加わらずそれぞれ冷蔵庫業および仲卸に転換。
- 1971年（昭和46年）竣工。全国29番目の中央卸売市場として茜部で開場した。水産物部卸売業者を岐阜魚介、岐阜丸魚の2社に統合。
- 1971年（昭和46年）6月24日 農林省の開設認可を受け、7月19日に業務を開始した[4]。
- 2019年（平成31年）3月29日 岐阜市中央卸売市場経営展望策定。
- 2020年（令和2年）市場法改正により農林水産省による「開設認可」が「開設の認定」に変更。
- 2021年（令和3年）青果部卸売業者の岐果岐阜青果がおなじく卸売業者の岐阜中央青果に合併。青果部は卸一社制に。

## 卸売業者
水産物部
- 岐阜魚介
- 岐阜丸魚

青果部
- 岐阜中央青果

## 一般開放
毎週土曜日に市場内関連店舗で「ぎふ市場朝イチ」を行っている。また、毎月第一土曜日に仲卸店舗で一般開放を行っている。

## 周辺施設
- 岐阜バス 中央市場前 バス停留所